# Bexbach
Bexbach (pronunciación en alemán: /ˈbɛksˌbax/ⓘ) es una ciudad y un municipio en el distrito de Sarre-Palatinado, en Sarre, Alemania. Está situado sobre el río Blies, aproximadamente a 6 km al este de Neunkirchen, y 25 kilómetros al noreste de Saarbrücken.